# City Lights Bookstore

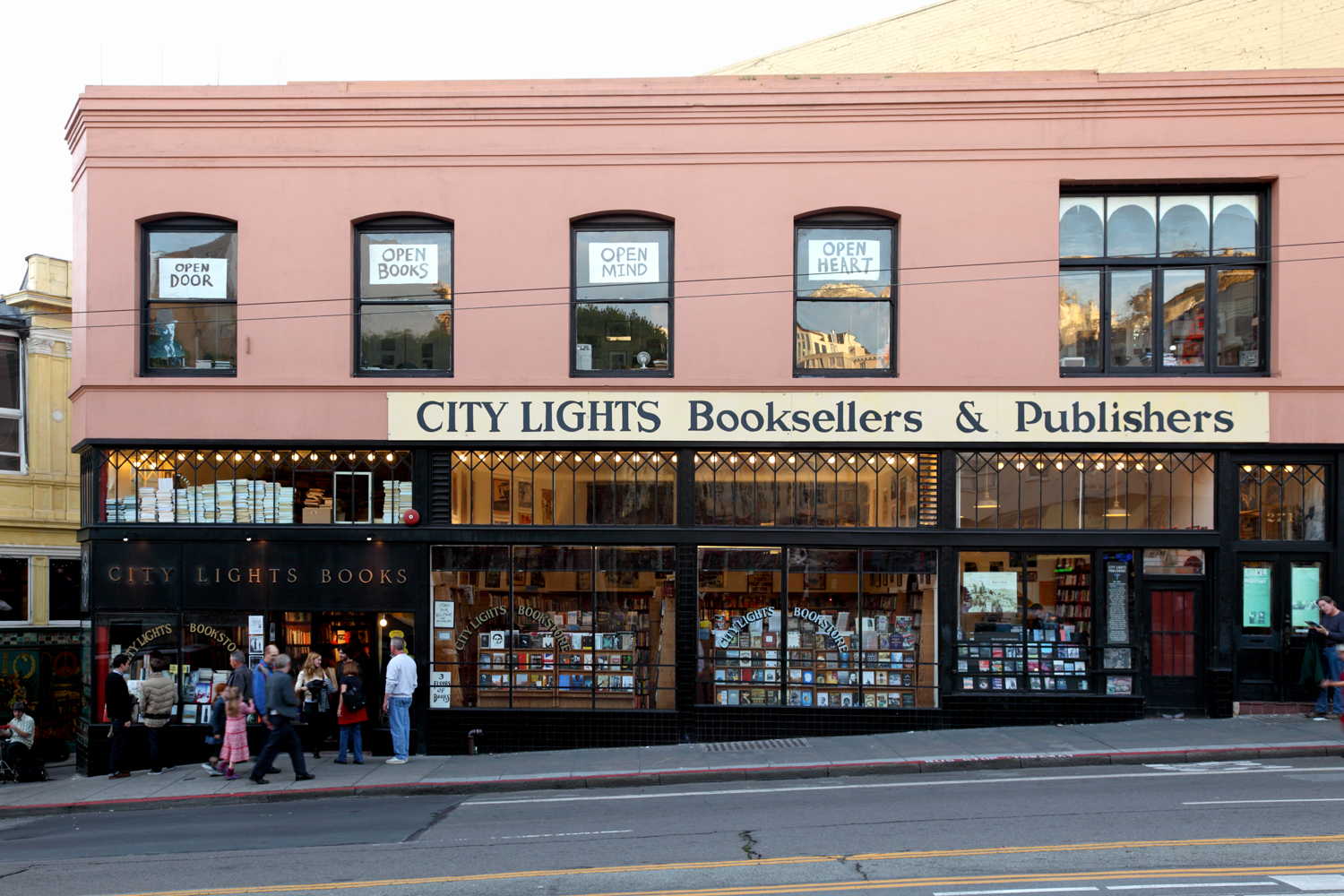
City Lights Bookstore, 2010

City Lights ist ein legendärer unabhängiger Buchladen und Kleinverlag in San Francisco, Kalifornien, der 1953 vom Beat-Poeten Lawrence Ferlinghetti und seinem (kurzzeitigen) Partner Peter D. Martin gegründet wurde. Allgemein bekannt wurde die Einrichtung wegen eines Gerichtsverfahrens, das wegen der Veröffentlichung von Allen Ginsbergs heute klassischem Gedichtband Howl and Other Poems (City Lights, 1956) angestrengt wurde. 2001 wurde City Lights aufgrund seines signifikanten Beitrags zu wesentlichen Entwicklungen der Nachkriegsliteratur („significant contribution to major developments in post-World War II literature“) zu einer National Historic Landmark erklärt. Die Geschäftsräume befinden sich in der Columbus Avenue 261, im Grenzgebiet zwischen North Beach und Chinatown in San Francisco.

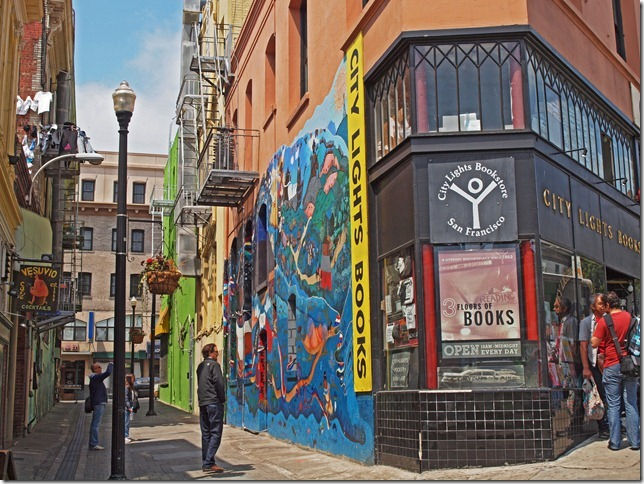
City Lights Bookstore, 2013

## Publikationen
1955 wurde Ferlinghettis Pictures of the Gone World zur ersten Veröffentlichung des Verlags City Lights Publishers und zum ersten Buch in der Pocket Poets Series. Es folgten bald Thirty Spanish Poems of Love and Exile, übersetzt von Kenneth Rexroth, und Poems of Humor & Protest von Kenneth Patchen. Der vierte Band der Reihe, Allen Ginsbergs Howl and other Poems, brachte Verlagshaus und Autor landesweite Aufmerksamkeit.
Es folgten weitere inzwischen oft klassische Veröffentlichungen, darunter mehrere Gedichtbände von Ginsberg und True Minds (Marie Ponsot, 1957), Gasoline (Gregory Corso, 1958) und Revolutionary Letters (Diane DiPrima, 1971).
1967 wurde der Verlag in die Grant Avenue verlegt. 1971 wurde Nancy Peters Ferlinghettis Mit-Herausgeber.
Neben Werken der Beat Generation wurden auch Werke von internationalen Autoren wie Georges Bataille, Alejandro Murguía, Pier Paolo Pasolini und Masha Tupitsyn verlegt.
City Lights war von Beginn an mit sozialkritischen und stark links tendierenden Themen verbunden; entsprechend wurden bald auch Schriften von linken Theoretikern wie Noam Chomsky, Michael Parenti, Cindy Sheehan und Ward Churchill verlegt.